# Peziza merdae
Peziza merdae är en svampart som beskrevs av Donadini 1978. Peziza merdae ingår i släktet Peziza och familjen Pezizaceae.   Inga underarter finns listade i Catalogue of Life.